# Kolmschneidbach
Kolmschneidbach ist ein Gemeindeteil des Marktes Weidenbach im Landkreis Ansbach (Mittelfranken, Bayern). Kolmschneidbach liegt in der Gemarkung Leidendorf.

## Geografie
Durch den Weiler fließt der Irrebach, ein linker Zufluss der Altmühl. Im Norden liegt das Schmalfeld, im Westen der Starenherd und im Südosten das Waldgebiet Stöckicht. Gemeindeverbindungsstraßen führen nach Reisach (1,5 km westlich), nach Weiherschneidbach (1,3 km nördlich), nach Leidendorf zur B 13 (2 km nordöstlich), nach Weidenbach (2,5 km westlich) und zur Staatsstraße 2220 bei Irrebach (0,7 km südlich).

## Geschichte
1312 erwarb das Kloster Heilsbronn von Agnes von Steten ihre Besitzansprüche in „Kolbenschneidbach“. 1398 erhielt es dort durch Tausch ein Gut von Hans von Leonrod, dem man dafür ein Gut in Dietenhofen überließ.
1422 bestätigte Michel Metsieder dem Almosen der Stadt Ansbach die Stiftung seiner Eltern, die Mühle und einen Hof in Kolmschneidbach. 1445 gab das Kloster Heilsbronn ein Gut in Kolmschneidbach im Tausch gegen ein Gut in Kaudorf an Michael Veldbrechter ab. Im 16-Punkte-Bericht des heilsbronnischen Vogtamts Merkendorf aus dem Jahr 1616 wurden für Kolmschneidbach 1 Hof und 1 Gut angegeben, die dem Verwalteramt Merkendorf unterstanden. Die Anwesen anderer Grundherren wurden nicht aufgelistet.
Laut dem 16-Punkte-Bericht des Oberamtes Ansbach von 1684 war Kolmschneidbach bezüglich der hohen und niederen Gerichtsbarkeit dem Kastenamt Ansbach unterstellt, während die Gemeindeherrschaft und der Hirtenstab beim ansbachischen Verwalteramt Merkendorf lagen. Sieben „Mannschaften“ (=Untertansfamilien), darunter ein Hof, unterstanden dem Kastenamt Ansbach, mussten aber auch dem Stiftsamt Ansbach Abgaben leisten; eine Mannschaft gehörte zum Stiftsamt, je zwei Untertanen gehörten zum heilsbronnischen Amt Merkendorf und dem Bürgermeister und Rat zu Ansbach (darunter die Mühle), ein Untertan zum eichstättischen Stadtvogteiamt Herrieden. Auch gegen Ende des 18. Jahrhunderts gab es sieben Untertanensfamilien. Die grundherrlichen Verhältnisse waren unverändert. Von 1797 bis 1808 unterstand der Ort dem Justiz- und Kammeramt Ansbach.
Im Rahmen des Gemeindeedikts wurde Kolmschneidbach dem 1808 gebildeten Steuerdistrikt Weidenbach und der wenig später gegründeten Ruralgemeinde Weidenbach zugeordnet. Mit dem Zweiten Gemeindeedikt (1818) wurde Kolmschneidbach in die neu gebildete Ruralgemeinde Leidendorf umgemeindet. Am 1. Juli 1971 wurde diese im Zuge der Gebietsreform in Bayern in den Markt Weidenbach eingegliedert.

### Baudenkmal
- In der Ortsmitte stehen an der Weggabelung ein Ortsschild und ein ehemaliger Wegweiser von 1860/70 aus Gusseisen.[13][14]

### Einwohnerentwicklung
| Jahr      | 001818 | 001840 | 001861 | 001871 | 001885 | 001900 | 001925 | 001950 | 001961 | 001970 | 001987 |
| Einwohner | 40     | 46     | 58     | 50     | 50     | 47     | 44     | 60     | 33     | 31     | 40     |
| Häuser    | 8      | 8      |        |        | 8      | 9      | 8      | 7      | 6      |        | 8      |
| Quelle    | [ 16 ] | [ 17 ] | [ 18 ] | [ 19 ] | [ 20 ] | [ 21 ] | [ 22 ] | [ 23 ] | [ 24 ] | [ 25 ] | [ 1 ]  |

## Religion
Der Ort ist seit der Reformation evangelisch-lutherisch geprägt und bis heute nach St. Georg (Weidenbach) gepfarrt. Die Einwohner römisch-katholischer Konfession waren ursprünglich nach St. Nikolaus (Burgoberbach) gepfarrt, heute ist die Pfarrei St. Jakobus (Ornbau) zuständig.

## Persönlichkeiten
- Johann Michael Lehner (* 16. März 1746 in Kolmschneidbach; † 19. März 1818), Kanzleidirektionsrat in Ansbach[27]